# Ahmed Mourad

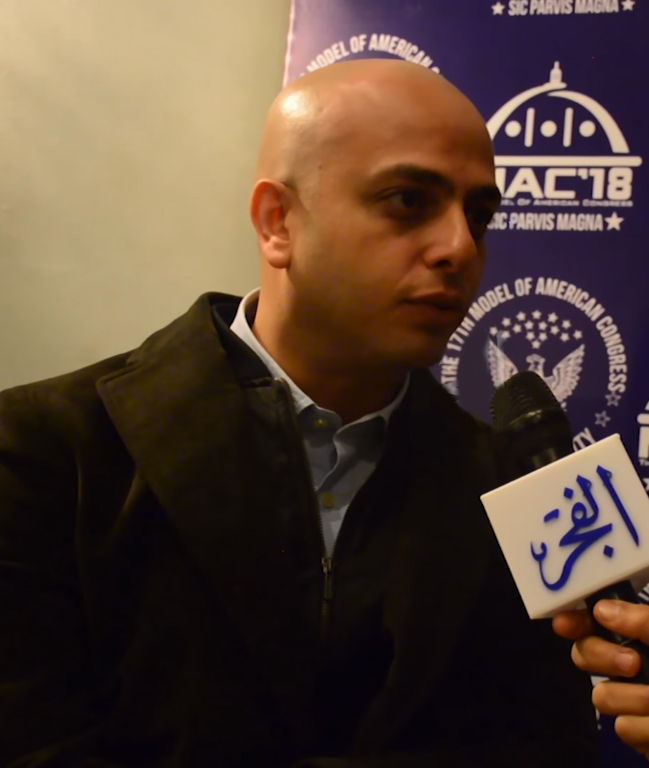
Ahmed Mourad, 2017

Ahmed Mourad (arabisch أحمد مراد, DMG Aḥmad Murād, * 14. Februar 1978) ist ein ägyptischer Schriftsteller, früherer Filmer und Fotograf.

## Leben
Ahmed Mourad war in seiner Jugend derart obsessiv an Film und Fotografie interessiert, dass er beinah seinen Oberschulabschluss verpasste und wiederholen musste. Er studierte dann erfolgreich an der Kairoer Filmhochschule The High Institute for Cinema. Seine Studienabschlussfilme Alhaúmon, And On The Seventh Day und The Three Papers waren auf europäischen Festivals zu sehen. Da sich indes die Möglichkeit bot, eine gut bezahlte Stelle als ständiger persönlicher Fotograf des damaligen ägyptischen Staatschefs Hosni Mubarak zu besetzen, verdiente er bis zum Umsturz damit den Lebensunterhalt seiner Familie. In seiner freien Zeit begann er einen Thriller  darüber zu schreiben, was er im Land an Korruption beobachtete.
Sein erster Roman Vertigo (2007) war in Ägypten ein Bestseller, der dort folgerichtig 2012 eine um Gesellschaftskritik entschärfte Verfilmung als Fernsehserie erfuhr. Zudem wurde er ins Englische, Französische und Italienische übersetzt. Derartige Spannungsromane aus der eigenen Gesellschaft waren in der arabischsprachigen Welt noch nicht sehr verbreitet. Als eines der wenigen Beispiele für Vorläufer nannte Mourad Nagib Mahfuz und seinen Roman Der Dieb und die Hunde. Doch zugleich machte er im Interview deutlich, dass ihn die typischen Komponenten eines Kriminalromans, das Whodunnit und die Jagd auf Indizien, wenig interessierten.
Der nächste Roman war wiederum ein Thriller, turābu l-mās (Diamantenstaub) (2010), erfuhr englische und italienische Übersetzungen und war der erste, der auch auf Deutsch vorliegt. 2014 kam er unter dem Titel Diamantenstaub im Basler Lenos Verlag heraus. Da hatte er bereits seinen dritten Roman Al-Feel al-Azraq (The Blue Elephant). (2012) veröffentlicht, der in Ägypten noch erfolgreicher war als seine Vorgänger. Der Thriller über den Psychotherapeuten Yehia kam 2014 von Regisseur Marwan Hamed für das Kino verfilmt heraus. Sein vierter Roman hieß 1919 (2014).
Im Januar 2015 wurde bekannt, dass Ahmed Mourad als „Kulturbotschafter“ für das Projekt Büchercafés der vom Auswärtigen Amt finanzierten deutsch-ägyptischen Partnerschaft des Goethe-Instituts Kairo mit der NGO Sefsafa Culture gewonnen werden konnte.
Ahmed Mourad ist verheiratet und lebt in Kairo.

## Werke auf Deutsch
- Diamantenstaub. Thriller. Aus dem Arabischen von Christine Battermann. Lenos Verlag, Basel 2014, ISBN 978-3-85787-452-9.
- Vertigo. Thriller. Aus dem Arabischen von Christine Battermann. Lenos Verlag, Basel 2016, ISBN 978-3-85787-463-5.
- Blauer Elefant. Thriller aus Ägypten. Aus dem Arabischen von Christine Battermann. Lenos Verlag, Basel 2018, ISBN 978-3-85787-486-4